# Vallone di Gorizia
Il Vallone di Gorizia o Valle delle Due Battaglie o Vallone(in sloveno: Dol), già Valon, è una valle ad U, di origine fluviale situata in Friuli-Venezia Giulia. Quest'ultima parte dalla foce del fiume Timavo e vi finisce nella periferia sud di Gorizia.
Al suo interno, inoltre, vi scorre la Strada Statale 55 dell'Isonzo.
Partendo da Gorizia verso il Timavo si trovano alcune località elencate qui sotto:
- Devetachi
- Palchisce
- Ferletti
- Doberdò del Lago
- Jamiano
- Sablici.

Una piccola parte di questa valle fa anche parte della Slovenia, Infatti vi si trova un Confine di Stato, con un Valico di secondo grado, nei pressi della località di Jamiano.
Geograficamente, il Vallone separa il Carso Monfalconese a ovest dal Carso Triestino a est, entrambi all'interno del Piccolo Carso.

## Storia
Dopo la caduta dell'Impero romano d'Occidente, e la parentesi del Regno ostrogoto, a seguito della Guerra gotica (553) promossa dall'imperatore Giustiniano I il suo territorio entrò a far parte dei domini bizantini.
Dopo la calata, nel 568, attraverso la Valle del Vipacco nell'Italia settentrionale dei Longobardi, seguiti poi da popolazioni slave, entrò a far parte del Ducato del Friuli.
In seguito alla caduta del regno longobardo e alla sua inclusione nei domini Franchi da parte di Carlo Magno, nel 781 entrò nel Regnum Italicorum affidato da Carlo al figlio Pipino; nell'803 venne istituita la Marchia Austriae et Italiae che comprendeva il Friuli, la Carinzia, la Carniola e l'Istria. Alla morte di Pipino nell'810, il territorio passò in mano al figlio Bernardo.
Con la morte di Carlo Magno nell'814 la carica imperiale passò a Ludovico I; questi, dopo aver deposto il nipote Bernardo, affidò poi il Regnum Italiae al suo primogenito Lotario, il quale già nell'828 (dopo aver deposto Baldrico, ultimo duca del Friuli, per non aver saputo difendere le frontiere orientali dagli Slavi) divise la parte orientale del Regno, ossia la Marca Orientale, in quattro contee: Verona, Friuli, Carniola e Istria (comprendente il Carso e parte della Carniola interna). Da allora le contee del Friuli e dell'Istria vennero conglobate nella nuova “marca d'Aquileia”, come parte del Regno d'Italia.
In seguito al Trattato di Verdun, nell'843, il suo territorio entrò a far parte della Francia Media in mano a Lotario I e più specificatamente dall'846 della Marca del Friuli, in mano al marchese Eberardo a cui succedettero prima il figlio Urnico e poi l'altro figlio Berengario; anche dopo i trattati di Prüm e Meerssen rimase nel Regnum Italicum.
Cessato il dominio franco con la deposizione di Carlo il Grosso, Berengario, divenuto re d'Italia, passò il marchesato aquileiese al suo vassallo Vilfredo che venne poi nell'895 da lui nominato marchese del Friuli e dell'Istria.
Nel 951 passò alla Marca di Verona e Aquileia; dopo un'iniziale sottomissione al Ducato di Baviera dal 952, nel 976 passò al Ducato di Carinzia appena costituito dall'imperatore Ottone II.
Dal 1027 il suo territorio, come tutto il Carso, fece parte del Patriarcato di Aquileia, che da quell'anno venne proclamato da Corrado II, nella dieta di Verona, “feudo immediato dell'impero”, venendo così tolto dalla dipendenza dei duchi di Carinzia; nel 1077 il Patriarcato venne innalzato (e costituito dall'imperatore Enrico IV) a Principato ecclesiastico di Aquileia, che ebbe influenza, mediante apposito diploma emesso lo stesso anno dall'imperatore, anche sulla marca di Carniola e sulla contea dell'Istria (quest'ultima già dal 1040 avente lo status di Marchia et Comitatus Histriae, e dal 1070 ceduta dall'imperatore a Marquardo III di Eppenstein; Marquardo III, aveva sposato Edvige o Haldemud, figlia di Wilpurga e Variento, duca del Friuli e signore di Gorizia, dal quale ereditò le signorie isontine).
Dall'XI secolo comparvero sulle coste triestine i Duinati, una stirpe di guerrieri germanici, che si stabilirono nei resti della torre romana di Duino; vassalli del vescovo di Pola alla fine del XII secolo avevano terre e Castelli nel Carso tra i golfi di Trieste e di Fiume; inizialmente i rapporti tra i patriarchi e i cavalieri di Duino (vassalli dei primi) furono cordiali, ma successivamente i Duinati strinsero solidi rapporti con i potenti conti di Gorizia, divenendone capitani generali, che mal tolleravano l'influenza di Aquileia nella regione; specialmente Ugone II fu a fianco del conte Alberto di Gorizia in molte circostanze.
Il rapporto tra Duinati e i conti goriziani durò fino al 1337, quando i Duinati dopo essersi riavvicinati ai patriarchi, si allearono ai duchi d'Austria e cioè alla potente famiglia degli Asburgo; il passaggio di alleanza fu dovuto soprattutto all'esigenza di trovarsi un protettore più potente dalle insidie e dai pericoli rappresentati dalla forte ondata espansionista veneziana nell'Adriatico settentrionale che riprese vigore agli inizi del XIV secolo e che portò la vicina Monfalcone nei domini della Serenissima nel 1420. Duino, divenuta uno dei Capitanati della Contea di Gorizia e Gradisca nel 1512, assieme ad altri feudi del Carso, fu poi ceduta alla Carniola nel 1524, a sua volta parte del Circolo austriaco del Sacro Romano Impero.
Nel 1783 Jamiano divenne regia ed imperiale stazione di posta sulla strada del Vallone, tronco importante sulla direttrice Vienna-Trieste.
Dopo il Trattato di Campoformido e al successivo Trattato di Lunéville, rimase alla Monarchia asburgica; con il trattato di Schönbrunn (1809) entrò a far parte delle Province Illiriche.
Col Congresso di Vienna nel 1815 rientrò in mano austriaca nel Regno d'Illiria nel Distretto di Duino del Circolo d'Istria (1818) poi Circolo di Gorizia (1825), come comune autonomo che comprendeva la località di San Michele del Carso dell'attuale comune di Savogna d'Isonzo con le località di Devetachi, Visintini, Palchisce, Micoli, Berne, Bonetti e Jamiano dell'attuale comune di Doberdò del Lago; passò in seguito sotto il profilo amministrativo al Litorale austriaco nel 1849 venendo assorbito dal comune di Opacchiasella perdendo però Jamiano che passò al comune di Duino.

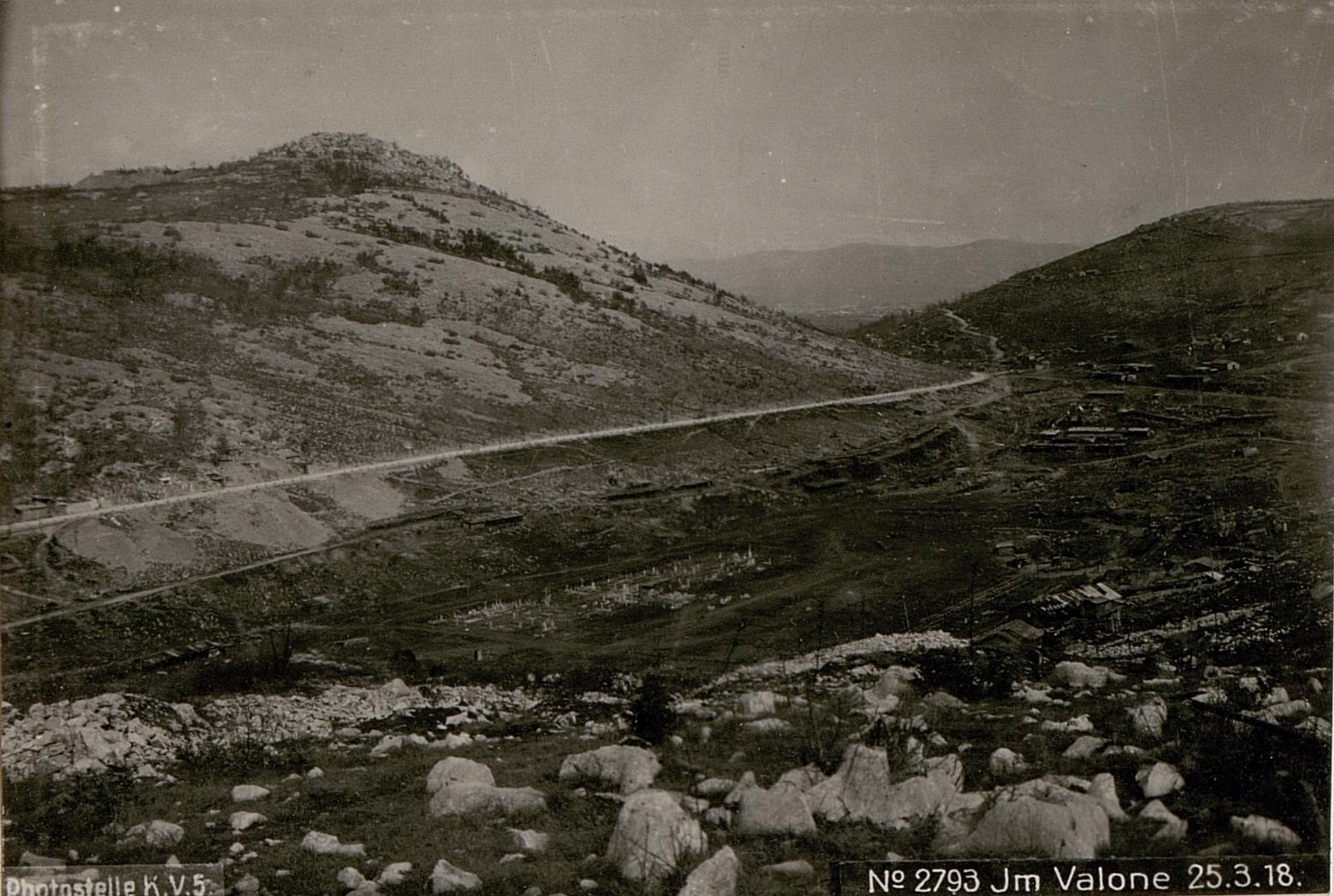
Vallone di Gorizia, Marzo 1918

Durante la prima guerra mondiale fu teatro della Sesta battaglia dell'Isonzo, Settima battaglia dell'Isonzo, Ottava battaglia dell'Isonzo, Nona battaglia dell'Isonzo e Decima battaglia dell'Isonzo.
Dopo la prima guerra mondiale fu annesso al Regno d’Italia e venne congiunto nel medesimo comune alla Provincia di Gorizia nel distretto di Monfalcone.

In seguito all'abolizione della stessa Provincia nel 1923, passò alla Provincia del Friuli nel Circondario di Gorizia, mandamento di Gorizia, sempre come frazione del comune di Opacchiasella a sua volta poi passato nel 1927 alla ricostituita Provincia di Gorizia.

Fu soggetto alla Zona d'operazioni del Litorale adriatico (OZAK) tra il settembre 1943 e il maggio 1945 e tra il giugno 1945 e il 1947, trovandosi a ovest della Linea Morgan, fece parte della Zona A della Venezia Giulia sotto il controllo Britannico-Americano del Governo Militare Alleato (AMG).

A seguito dei trattati di Parigi nel 1947 passò definitivamente alla Repubblica Italiana ed annesso al comune di Doberdò del Lago.